# Vereinigung der Fußballer
Die Vereinigung der Fußballer, kurz VdF, ist die Interessensvertretung aller in Österreich tätigen Amateur- und Profifußballer. Die VdF widmet sich unter anderem der Beratung ihrer Mitglieder in rechtlichen Dingen, und stellt, wenn nötig, kostenlos einen Rechtsanwalt bereit. Sie wurde im Mai des Jahres 1988 als Fachgruppe Fußball in der damaligen Gewerkschaft für Kunst, Medien und freie Berufe (KMfB) gegründet. Von der Öffentlichkeit wahrgenommen wird die VdF vor allem auf Grund der Vergabe des Brunos, einem bedeutenden österreichischen Fußballpreis, der nach Bruno Pezzey benannt wurde. Seit der Fusion der Gewerkschaft der Gemeindebediensteten (GdG) und der KMSfB ist die VdF in der Younion beheimatet.

## Gründungsmitglieder

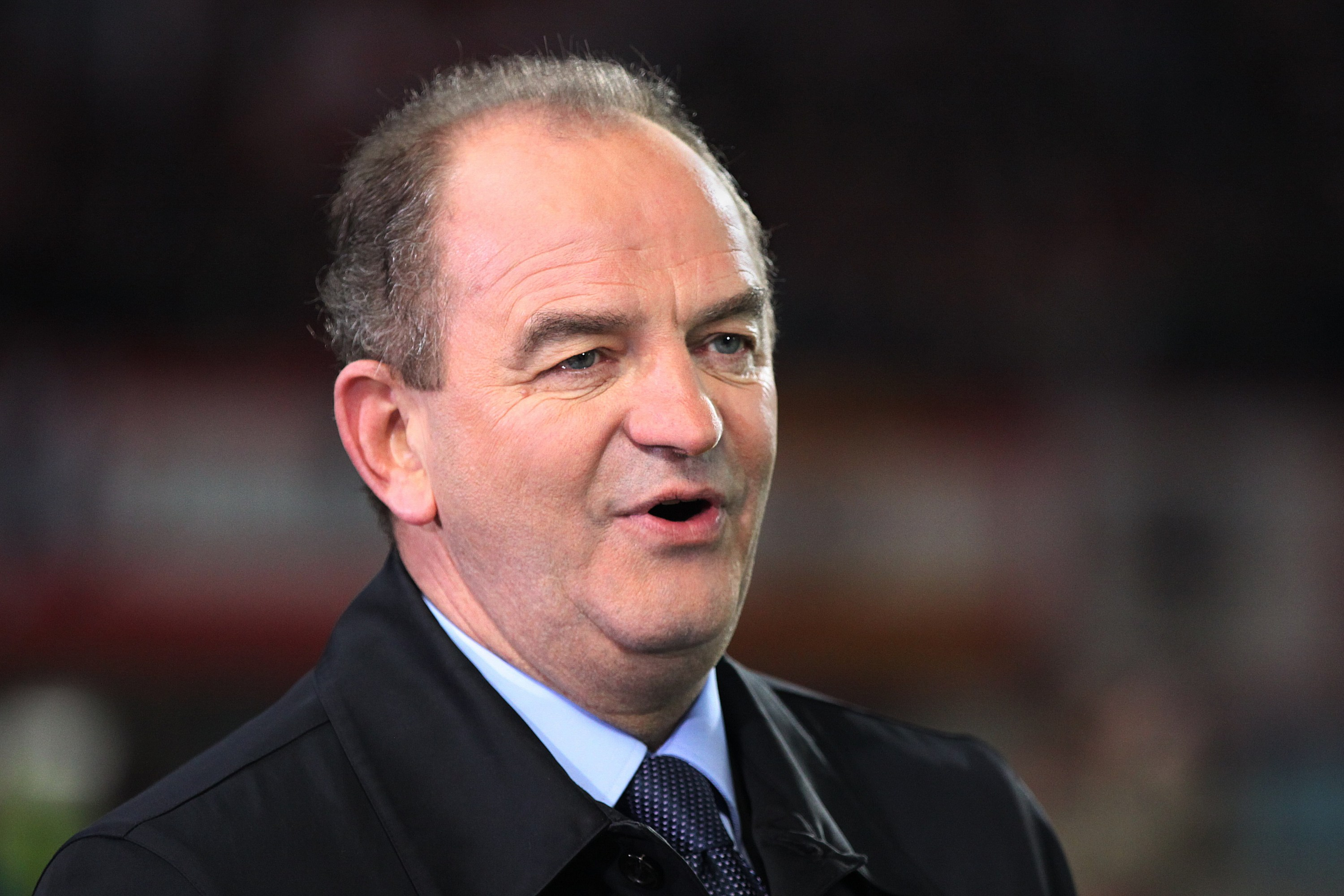
Gründungsmitglied Herbert Prohaska

- Anton Benya (ÖGB-Präsident)
- Rudolf Novotny
- Walter Bacher (Gewerkschaft KMfB)
- Herbert Prohaska
- Heribert Weber
- Anton Pichler
- Walter Koch
- Thomas Pfeiler

## Vorsitzende seit der Gründung
- Mai 1988 bis Juli 1997: Rudolf Novotny
- Juli 1997 bis November 2006: Gernot Zirngast
- November 2006 bis März 2010: Oliver Prudlo
- seit März 2010: Gernot Zirngast

## Organisation der VdF
- Vorsitzender: Gernot Baumgartner
- Ehrenpräsident: Dr. Rudolf Novotny
- Stellvertretender Vorsitzender: Oliver Prudlo
- Soziale Projekte: Oliver Prudlo
- Nationalteam: Ümit Korkmaz
- Nachwuchs: Gernot Zirngast

## Camps für vertragslose Fußballer
Seit 2014 richtet die VdF Sommercamps für vertragslose Fußballspieler aus. Ziel der Camps ist es, den Spielern ein Trainingsangebot zu bieten, das diesen den jederzeitigen Wiedereinstieg in den Profibetrieb zu ermöglichen. Als Trainer fungieren dabei bekannte Fußballtrainer und Torwarttrainer. 2015 wurde zusätzlich zum Camp ein internationales Turnier gegen vertragslose Spieler anderer Nationen durchgeführt. Dabei scheiterte die österreichische Auswahl nach zwei Siegen am Finalisten Spanien. 2016 findet in Draßburg ein Vier-Nationen-Turnier mit Deutschland, der Schweiz und Ungarn statt.
Im Rahmen des Camps wird den Spielern weiters eine professionelle Laufbahnberatung für eine Berufskarriere nach dem Fußball geboten.

### Trainer
- 2014 und 2015: Paul Gludovatz (Cheftrainer), Gerhard Schweitzer (Co-Trainer) und Werner Pentz (Torwarttrainer)
- 2016: Herbert Gager (Cheftrainer), Masaki Morass (Co-Trainer) und Gerhard Horvath (Torwarttrainer)
- 2017: Gregor Pötscher & Stefan Rapp (Cheftrainer), Werner Pentz & Gerhard Horvath (Torwarttrainer)
- 2018: Gregor Pötscher & Oliver Lederer (Cheftrainer), Werner Pentz (Torwarttrainer)

### Teilnehmer
- 2016: Danijel Mićić, Christian Derflinger, Christian Falk, Christian Haselberger, Christian Thonhofer, Harun Erbek, Lukas Tursch, Pirmin Strasser, René Swete, Robert Völkl, Somen Tchoyi, Stefan Mitmasser, Thomas Hinum, Thomas Weber, Furkan Aydogdu, Patrick Krammer, Mirnel Sadović, Daniel Weber, Vait Ismaili, Bernhard Luxbacher, Stefan Rakowitz, Lumbardh Salihu, Christian Hayden, Daniel Geissler, David Oberortner

- 2017: Marcel Holzmann, Eric Schmutzer, Philipp Hütter, Armin Gremsl, Adel Halilović, Christoph Nicht, Emanuel Ponholzer, Stefan Umjenovic, Thomas Bergmann, Marko Zlatković, Markus Nowotny, Edvin Hodžić, Stefan Krell, Philipp Klar, Nils Zatl, Deni Stoilov, Erkut Tekinsoy, Aleksandar Milenković, Daniel Rechberger, Thomas Hirschhofer, Daniel Beichler, Thomas Kindig, Michael Switil, Marco Perchtold, Julian Rosenstingl, Miroslav Beljan, Nihad Hadžikić, Danijel Klarić, Edin Hodzic

- 2018: Christian Klem, Dennis Verwüster, Dominik Doleschal, Erkut Tekinsoy, Lukas Denner, Mirza Jatic, Sebastian Wachter, Alexander Ranacher, Christoph Nicht, Armin Hamzic, Martin Fraisl, Manuel Haas, Sargon Duran, Daniel Offenbacher, Manuel Seidl, Piotr Pawłowski, Christian Hackl, Manuel Maranda, Martin Kraus, Deni Stoilov, Marcel Holzmann, Lukas Schubert, Sebastian Madzia, Philipp Posch

- 2019: Philipp Klar, Stefan Krell, Nicolas Mohr, Andreas Lukse, Thomas Jackel, Philipp Schmiedl, Deni Stoilov, Emre Kilka, Thomas Salamon, David Stoppacher, Roko Mišlov, Sandro Djuric, Kristijan Dobras, Fran Sánchez, Okan Yilmaz, Sebastian Madzia, Sally Preininger, Michael Tercek